# Gabriel Bebeșelea
Gabriel Bebeșelea (Sibiu, 29 de setembre de 1987) és un director d'orquestra romanès. Actualment, entre d'altres, és el director principal de l'Orquestra Filharmònica "George Enescu" de Bucarest, la Filharmònica de Macedònia del Nord i de la Filharmònica de Cluj-Napoca.
Amb trenta-un anys, Gabriel Bebeşelea fou reconegut com «un dels directors més dotats nascuts en les darreres dècades a Romania» després de rebre el primer premi del Concurs de Direcció "Jeunesses Musicales" (Bucarest 2011).
Bebeşelea va ser nomenat director principal l'Òpera nacional romanesa de Iaşi el 2011, convertint-se en el director principal més jove de Romania. El 2015, després de guanyar el primer premi del “Lovro von Matačić” Concurs de Direcció (Zagreb 2015) va ser nomenat director principal de l’Òpera nacional romanesa de Cluj-Napoca.
El setembre de 2018, amb la Rundfunk-Sinfonieorchester Berlin, va enregistrar l’oratori redescobert de George Enescu Strigoii (Els fantasmes) i la Pastorale-Fantaisie, que no s'havia interpretat més des de l'estrena el 1899.
El 2020, Gabriel Bebeşelea va assumir el càrrec de director principal de l'Orquestra Filharmònica "George Enescu" de Bucarest, afegint-se als seus càrrecs com a director principal de la Filharmònica de Macedònia del Nord i director principal de l'Orquestra Filharmònica Estatal "Transilvania" de Cluj-Napoca, que va assumir a principis de la temporada 2016/17.
Gabriel Bebeşelea gaudeix d'una vibrant carrera internacional, sent convidat per reconeguts conjunts com el Rundfunk-Sinfonieorchester Berlin, el Konzerthausorchester Berlin, la Royal Philharmonic Orchestra, l’Orchester National du Capitole de Toulouse, l’Orchester National de Lille, l’Opéra de Marseille, l'Orquestra Simfònica de Barcelona, l'Orquestra Simfònica de Singapur, l'Orquestra Filharmònica Nacional de Rússia, l'Orquestra Simfònica Acadèmica Estatal de Rússia "Evgeny Svetlanov" i l'Òpera de Perm.